# Srečko Katanec
Srečko Katanec (Ljubljana, 16 juli 1963) is een voormalige Sloveense voetballer..

## Clubcarrière
Katanec doorliep de jeugdopleiding van FC Ljubljana en maakte op zijn 18e de overstap naar stadsgenoot Olimpija. In het seizoen 1985-86 speelde hij één seizoen voor Dinamo Zagreb, waarna hij getransfereerd werd naar Partizan Belgrado. Met deze club werd hij in 1987 kampioen van Joegoslavië.
In 1988 ging Katanec voor één seizoen naar VfB Stuttgart, waarmee hij in 1989 de finale van de UEFA Cup verloor van het Napoli van Maradona. Hierna stapte Katanec over naar Sampdoria en beleefde daar zijn succesvolste periode. In zijn eerste seizoen won Samp de Europacup II door in de finale Anderlecht met 2-0 te verslaan. In 1991 won Sampdoria de eerste 'Scudetto' uit haar geschiedenis en het jaar erop werd de finale van wat toen nog de Europacup I heette bereikt. Op Wembley werd na verlengingen verloren van het Barcelona van Johan Cruijff en Ronald Koeman.

## Interlandcarrière
Hij doorliep de nationale jeugdselecties van, toen nog, Joegoslavië en was onder andere actief met op de Olympische Spelen van Los Angeles in 1984, waar een bronzen medaille behaald werd. In hetzelfde jaar zat Katanec ook in de selectie voor het Europees Kampioenschap. Op het WK 1990 in Italië speelde Katanec mee in drie van de vijf wedstrijden die de Joegoslaven op dat toernooi zouden spelen. Dit waren tevens zijn laatste interlands voor Joegoslavië. Na de Sloveense onafhankelijkheid speelde hij nog vijf interlands voor Slovenië, waarvan één officiële. Dit was een kwalificatiewedstrijd voor het EK 1996 tegen Italië, op 7 september 1994 (1-1 gelijkspel).
| Interlanddoelpunten | Interlanddoelpunten | Interlanddoelpunten | Interlanddoelpunten      | Interlanddoelpunten | Interlanddoelpunten | Interlanddoelpunten | Interlanddoelpunten |
| #                   | Datum               | Locatie             | Wedstrijd                | Goal(s)             | Score               | Uitslag             | Wedstrijd           |
| ------------------- | ------------------- | ------------------- | ------------------------ | ------------------- | ------------------- | ------------------- | ------------------- |
| namens Joegoslavië  |                     |                     |                          |                     |                     |                     |                     |
| 1                   | 11/11/1987          | Belgrado            | Joegoslavië – Engeland   | 80'                 | 1 – 4               | 1 – 4               | EK-kwalificatie     |
| 2                   | 16/02/1987          | Izmir               | Turkije – Joegoslavië    | 40'                 | 0 – 2               | 2 – 3               | EK-kwalificatie     |
| 3                   | 19/10/1988          | Glasgow             | Schotland – Joegoslavië  | 37'                 | 1 – 1               | 1 – 1               | WK-kwalificatie     |
| 4                   | 06/09/1989          | Zagreb              | Joegoslavië – Schotland  | 52'                 | 1 – 1               | 3 – 1               | WK-kwalificatie     |
| 5                   | 31/10/1990          | Belgrado            | Joegoslavië – Oostenrijk | 43'                 | 2 – 1               | 4 – 1               | EK-kwalificatie     |
| namens Slovenië     |                     |                     |                          |                     |                     |                     |                     |
| 6                   | 07/04/1994          | Szombathely         | Hongarije – Slovenië     | 27'                 | 0 – 1               | 0 – 1               | Oefeninterland      |

## Trainerscarrière
Na het beëindigen van zijn actieve carrière werd Katanec in 1996 trainer van Slovenië onder 21. Deze baan combineerde hij in 1998 met het trainen van ND Gorica.
In datzelfde jaar werd hij naar voren geschoven als bondscoach van Slovenië. Als bondscoach leverde hij een prestatie van formaat door zich voor het EK 2000 te plaatsen. De Slovenen strandden in de groepsfase na gelijke spelen tegen Joegoslavië en Noorwegen en een nipte nederlaag tegen Spanje. Het vertoonde spel was goed en bijgevolg konden de Slovenen met opgeheven hoofd afscheid nemen.
Twee jaar later herhaalde Katanec dit huzarenstukje door zich met zijn team voor het WK 2002 te plaatsen. Dit toernooi verliep een stuk minder succesvol. De drie groepswedstrijden tegen Spanje, Zuid-Afrika en Paraguay gingen verloren en bovendien kreeg Katanec een hoogoplopende ruzie met sterspeler Zlatko Zahovič. Direct na de uitschakeling nam Katanec ontslag als bondscoach. In het daaropvolgende seizoen 2002-2003 kende hij een weinig succesvolle periode als trainer van Olympiakos.
In 2004 was Katanec een serieuze kandidaat om bondscoach van Kroatië te worden. Dit stuitte echter op verzet van invloedrijke Kroatische trainers en managers, waarop hij zijn kandidatuur introk. Uiteindelijk werd Zlatko Kranjčar gekozen. Van 2006 tot 2009 was hij met wisselend succes bondscoach van Macedonië. Een conflict met vedette Goran Pandev deed hem op 6 april 2009 besluiten op te stappen. Van 2009 tot 2011 was hij bondscoach van de Verenigde Arabische Emiraten. Op 31 december 2012 werd hij opnieuw als bondscoach van Slovenië benoemd, ditmaal als opvolger van Slaviša Stojanovič. Op 8 oktober 2017 nam hij afscheid als bondscoach nadat hij zich niet had weten te plaatsen voor het WK 2018. Hij werd opgevolgd door Tomaž Kavčič.

## Erelijst

#### Partizan Belgrado
- Landskampioen: 1987

#### Sampdoria
- Landskampioen: 1991
- Coppa Italia: 1994
- Supercoppa Italia: 1991
- Europacup II: 1990

#### Joegoslavië
- Olympische Zomerspelen 1984:  Bronzen medaille